# Antonín Charvát
Antonín Charvát (9. října 1899 Rakovník – 19. září 1930) byl československý silniční cyklista a olympionik, účastník Letních olympijských her 1924 v Paříži, člen KC Rako Rakovník.

## Závodní výsledky
Na olympijských hrách 1924 skončil 44. v silniční závodu a 11. v silničním závodu družstev z patnácti týmů ve finále (družstvo Antonín Peric, Karel Červenka, A. Charvát a František Kundert).